# Arroyo Canelón Chico
Der Arroyo Canelón Chico ist ein Fluss in Uruguay.
Er entspringt auf dem Gebiet des Departamento Canelones in der Cuchilla Grande östlich von Las Piedras. Von dort verläuft er in überwiegend nördliche Richtung bis Villa Arejo. Nördlich der Ortschaft unterquert er die Ruta 32. Nunmehr fließt er in nordwestliche Richtung, trifft auf die Stadt Canelones sowie Paso Palomeque und Paso Espinosa. Er mündet schließlich nordwestlich von Canelones linksseitig in den Arroyo Canelón Grande.
→ Siehe auch: Liste der Flüsse in Uruguay